# Provincia di Llanquihue
La provincia di Llanquihue è una provincia del Cile, parte della regione di Los Lagos.

## Storia
Llanquihue cominciò la sua storia nel 1852 quando i primi coloni tedeschi si stanziarono lì, col pioniere della colonizzazione tedesca, Bernhard Eunom Philippi.
La data certa di inizio della colonizzazione tedesca della zona è il 28 novembre 1852, giorno in cui arrivarono alle coste dell'attuale Puerto Montt i primi immigranti che si stabilirono presso la Cuenca del Lago Llanquihue.
Nel 1968 viene istituito il Municipio e si sviluppano importanti impianti dell'industria agroalimentare per la produzione di latticini ed altri prodotti.
Il 22 ottobre 1861 venne istituita la provincia di Llanquihue con tre dipartimenti e quattro municipalità. Vennero istituiti il dipartimento di Carelmapu, il dipartimento di Osorno ed il dipartimento di Llanquihue a partire dall'antico Territorio di colonizzazione di Llanquihue, creato nel 1853. Durante questo periodo, e fino a 1925, la provincia di Llanquihue comprendeva tutto il territorio continentale fino al 43º parallelo sud nella penisola di Taitao, attuale regione di Aysén, che faceva parte del dipartimento di Llanquihue.
Il 30 dicembre 1927 vennero unite le provincie di Llanquihue e di Chiloé, ed il dipartimento di Osorno venne accorpato alla provincia di Valdivia. Quindi il 12 febbraio 1937 si divise la provincia di Chiloé in due, ricreando così la provincia di Llanquihue con quattro dipartimenti: Puerto Varas, Llanquihue, Maullín e Calbuco.
Durante gli anni '70 del XX secolo, viene attuata una nuova divisione politica-amministrativa del paese, con la creazione delle regioni. Viene creata la regione di Los Lagos, con le province di Chiloé, Llanquihue, Osorno, Palena e Valdivia. La regione è governata da un intendente, e la provincia da un governatore. Si riforma il livello provinciale ed il livello comunale. Si sopprimono i dipartimenti ed i distretti. Attualmente questi ultimi sono utilizzati per la realizzazione dei Censimenti.

## Comuni
La provincia di Llanquihue è costituita da 9 comuni:
- Calbuco
- Cochamó
- Fresia
- Frutillar
- Llanquihue
- Los Muermos
- Maullín
- Puerto Montt
- Puerto Varas